# Korton
Korton eller orgelton, på tyska "Chorton", engelska "church pitch", franska "ton de chapelle", spanska "tono de capilla", en särskilt under barocktiden använd beteckning för en tonhöjd som avvek från den i samtiden normala tonhöjden, vilken kallades kammarton.
Orglar stämda i korton har vanligen en tonhöjd mellan ett och ett fjärdedels tonsteg högre än nutida normalton.

## Historik

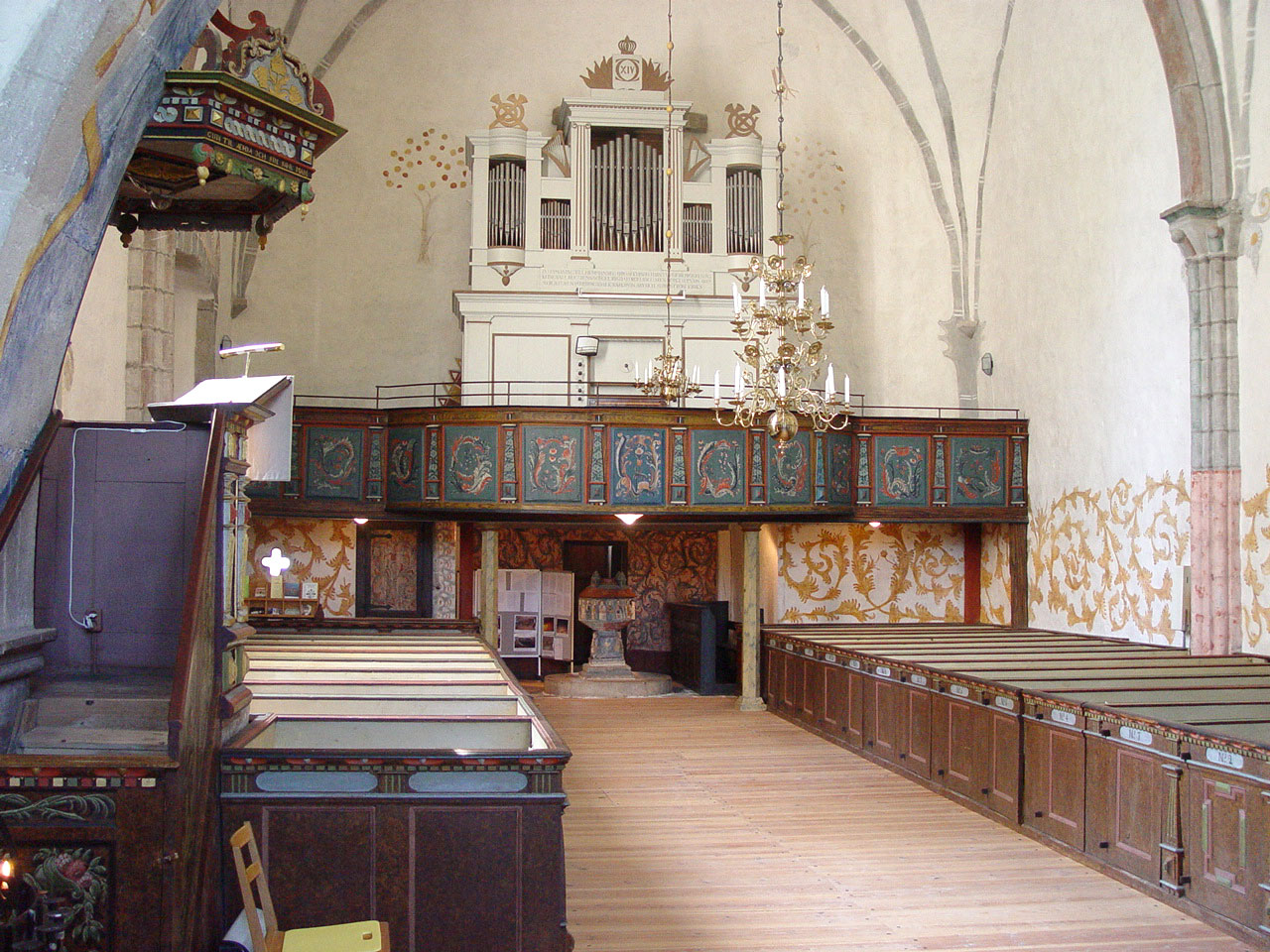
Bro kyrka, Gotland

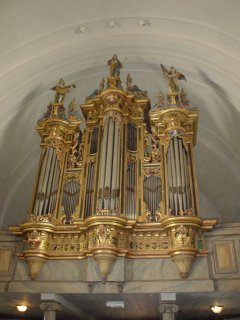
Bälinge kyrka, Uppland

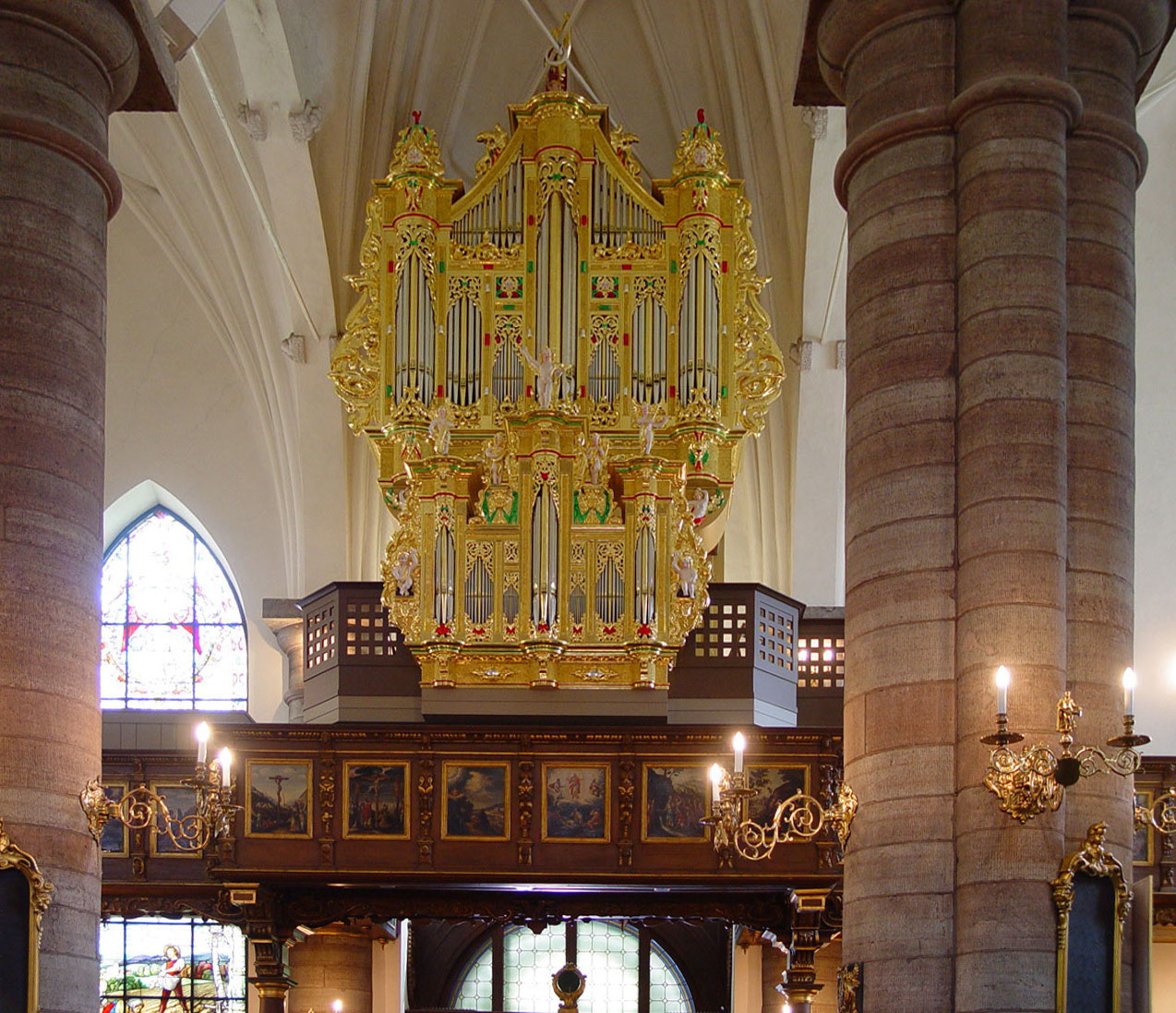
Tyska kyrkan, Stockholm

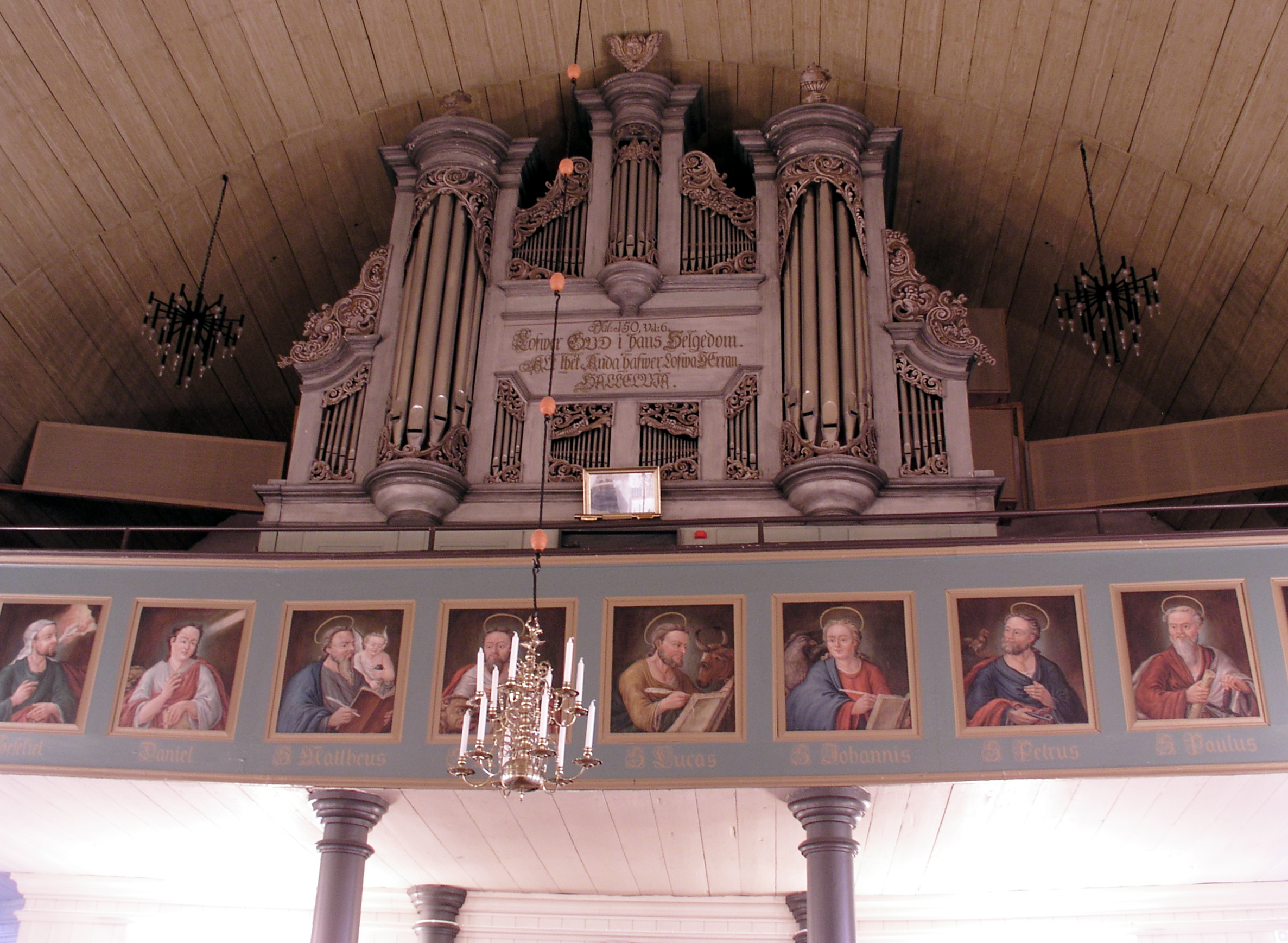
Östra Ryds kyrka, Östergötland

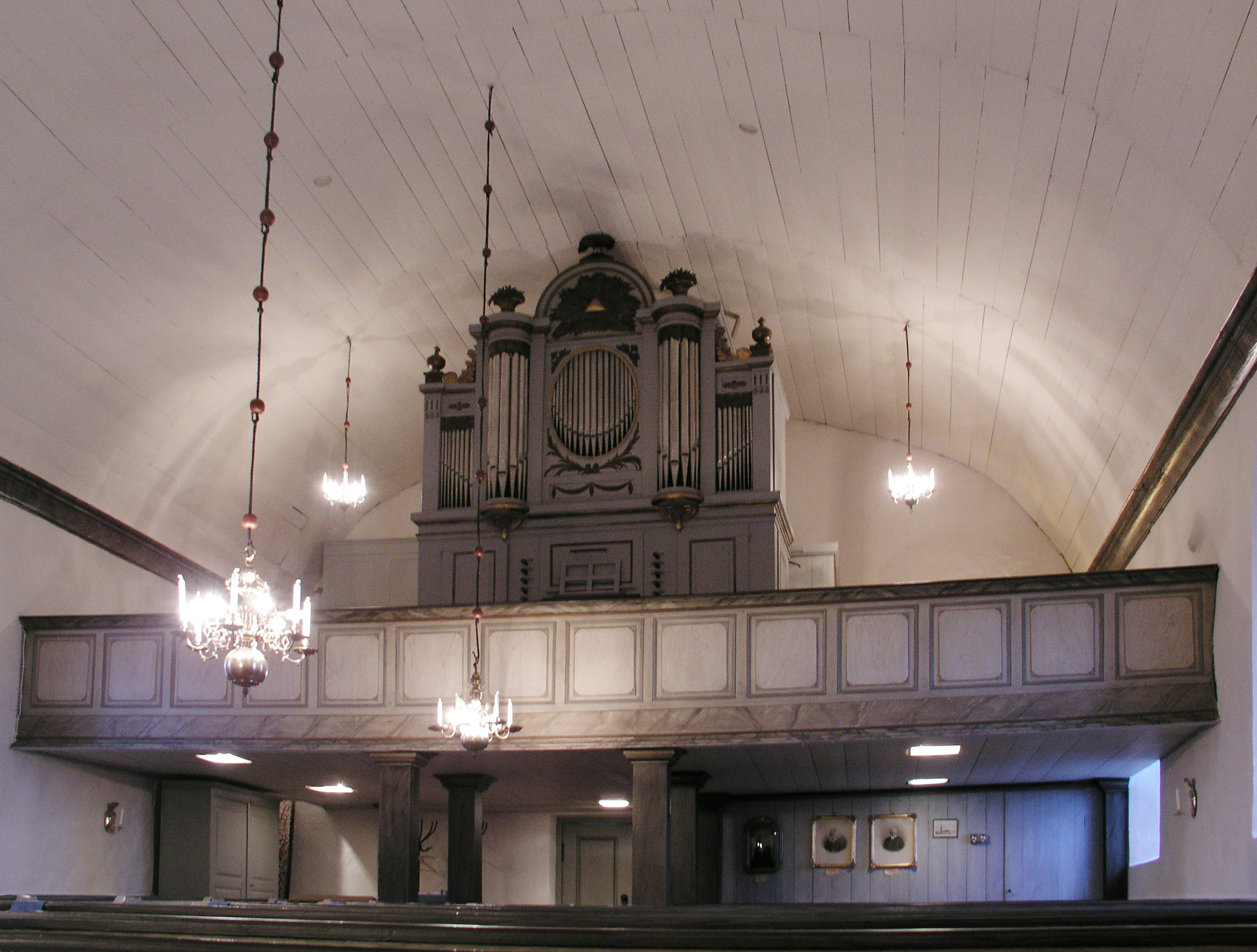
Östra Skrukeby k:a, Östergötland

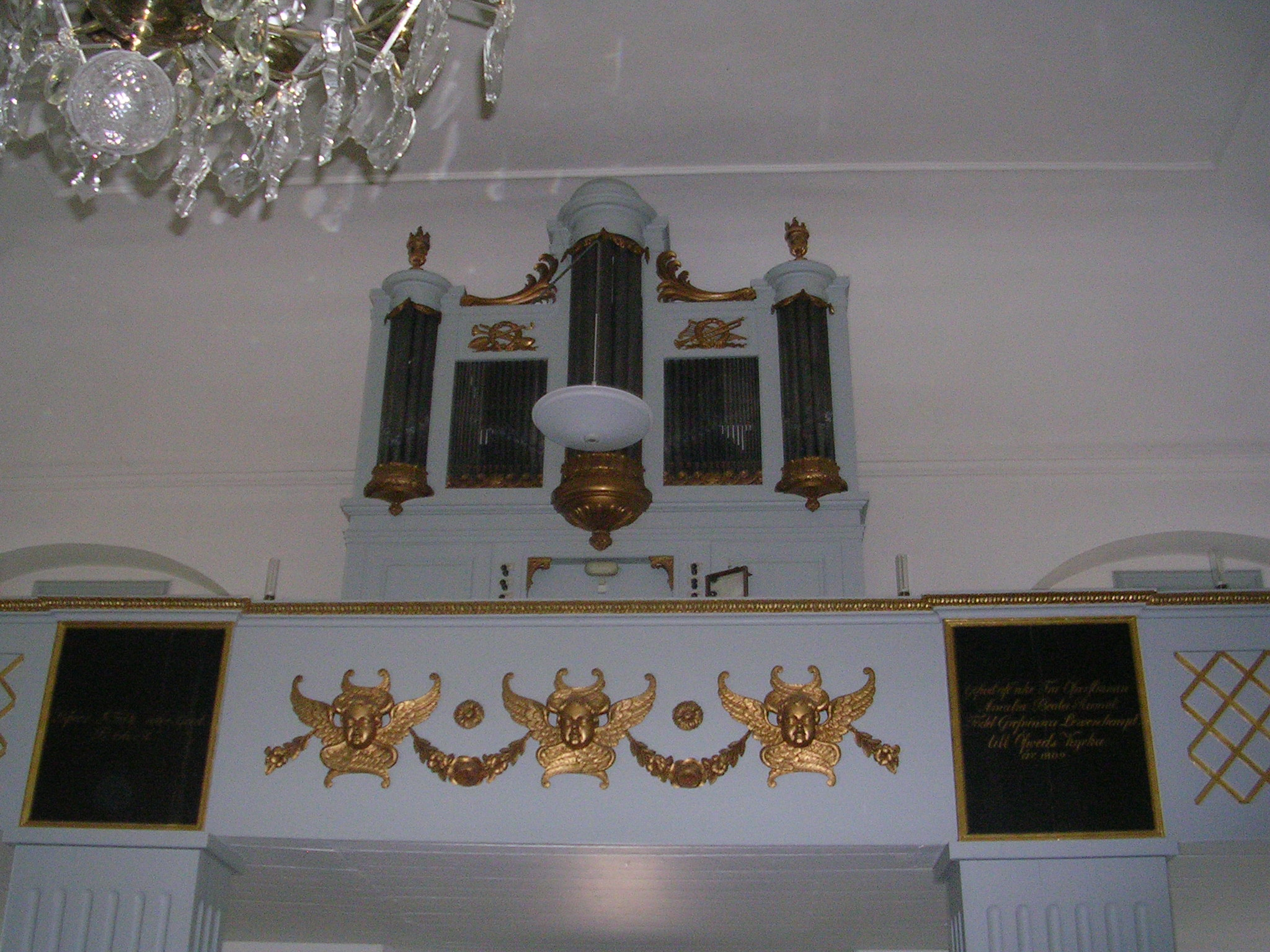
Öveds kyrka, Skåne

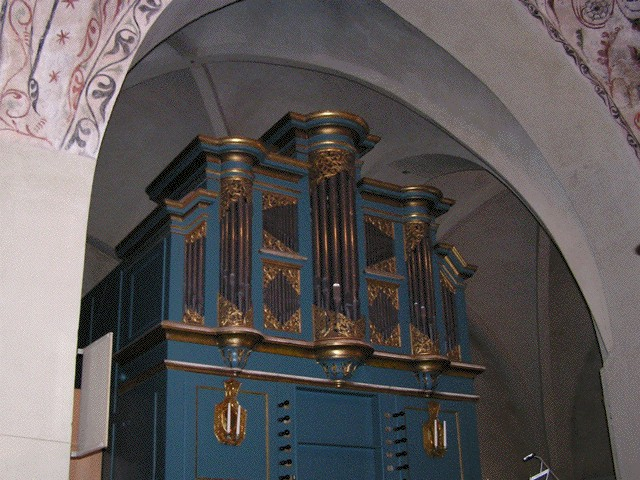
Överselö kyrka, Södermanland

Före mitten av 1700-talet saknades fastlagda normer för normal tonhöjd. Svängningstalet hos en viss ton varierade därför mycket beroende på var man var och vilket instrument det var fråga om. Eftersom stämgaffeln var okänd före 1711 fanns det inte heller någon likare. Man skiljde mellan kammarton och korton. Tonsättaren & musikskriftställaren Michael Praetorius (ca 1571-1621) skriver i sitt verk "Syntagma musicum" 1619 att med korton avses en tonhöjd belägen under den av honom förordade kammartonen. Skälet till detta var att man inte skulle anstränga koristernas röster i alltför höga tongångar.
För att spara in på pipmaterialet stämdes många orglar då och även senare högre än kammartonen, vilket hade till följd att termen inom orgelbyggeriet kom att få omkastad betydelse.
Orgelbyggaren Johann Andreas Silbermann skrev 1772 i ett brev att det fanns fyra olika tonhöjder att välja mellan: Den högsta var ”cornettonen”, som var vanlig i Tyskland och sparade pengar för orgelbyggarna men var besvärlig att sjunga efter. Därför borde orgelbyggarna hellre stämma efter den en halv ton lägre ”kortonen”. Ytterligare en halvton lägre låg ”kammartonen”, efter vilken de flesta övriga musikinstrumenten stämdes; den kallades också ”den italienska tonen”, eftersom den var så gott som allenarådande i Italien. Den anses ha svarat mot ett svängningstal för ettstrukna a (a¹) på cirka 435 hertz. Slutligen fanns ”den franska tonen”, som låg ytterligare en halvton djupare och var mycket utbredd i Frankrike – också inom orgelbyggeriet.
Först år 1859 bestämde man sig i Frankrike för stämma efter a¹ = 435 hertz och detta värde accepterades också av andra länder vid en internationell stämkonferens i Wien år 1885. Senare har tonhöjden kommit att drivas upp till nuvarande normalton a¹ = 440 hertz; hos vissa orkestrar till och med ännu högre.

## Orglar stämda i korton
- Alvesta kyrka, Småland, Växjö stift
- Bjurumsorgeln, Västergötlands museum, Skara, Västergötland (3/4 ton högre än normal, temperering med nio rena terser)
- Björklinge kyrka, Uppland, Ärkestiftet
- Bro kyrka, Gotland, Visby stift
- Båstads kyrka, Skåne, Lunds stift, gamla orgeln
- Bäckebo kyrka, Småland, Växjö stift
- Bälinge kyrka, Uppland, Ärkestiftet
- Börringe kyrka, Skåne, Lunds stift (ca 1/4 ton)
- Börstils kyrka, Uppland, Ärkestiftet (temperering enl. Henrik Teofilus Scheffer, gruvdirektör & naturvetenskapsman)
- Drottningholms slottskyrka, Lovö socken, Uppland, Stockholms stift (oliksvävig temperatur)
- Enköpings-Näs kyrka, Uppland, Ärkestiftet (låg korton)
- Falsterbo kyrka, Skåne, Lunds stift (ca ½ ton)
- Finska kyrkan, Stockholm, Stockholms stift
- Folkströms kapell, Hällestads socken, Östergötland, Linköpings stift
- Fredrikskyrkan, Blekinge, Lunds stift (oliksvävig temperatur)
- Fresta kyrka, Uppland, Stockholms stift
- Fröslunda kyrka, Uppland, Ärkestiftet
- Hagakyrkan, Göteborg, Göteborgs stift, barockorgeln (½ ton, a¹=467 HZ; temperering i medelton)
- Hilleshögs kyrka, Uppland, Stockholms stift (ca 1/4 ton)
- Hökhuvuds kyrka, Uppland, Ärkestiftet
- Krageholms slottskapell, Sövestads socken, Skåne, Lunds stift
- Kölingareds kyrka, Västergötland, Skara stift (en halvton)
- Lannaskede gamla kyrka, Småland, Växjö stift
- Lövstabruks kyrka, Uppland, Ärkestiftet (vältemperering)
- Loftahammars kyrka, Småland, Linköpings stift
- Maglarps gamla kyrka, Skåne, Lunds stift (ca 1/4)
- Malmö konstmuseum, Malmö, Skåne (närmare en helton)
- Morlanda kyrka, Bohuslän, Göteborgs stift, gamla orgeln
- Norrfjärdens kyrka, Norrbotten, Luleå stift ("gammal hög korton", temperering i medelton)
- Nyeds kyrka, Värmland, Karlstads stift, positivet, (medelton)
- Nässjö gamla kyrka, Småland, Växjö stift
- Ragunda gamla kyrka, Jämtland, Härnösands stift (½ ton, ursprungligen möjligen högre)
- Sandvikens baptistkyrka, Gästrikland (a¹=445 Hz, temperering: Werckmeister III)
- Sankta Gertruds kyrka, Västervik, Småland, Linköpings stift
- Skaraborgs länsmuseum, Skara, Västergötland, Bjurumsorgeln (3/4 ton högre än normal, temperering med nio rena terser)
- Skoklosters kyrka, Uppland, Ärkestiftet, positivet (temperering i medelton med sju rena terser)
- Skällviks kyrka, Östergötland, Linköpings stift
- Slaka kyrka, Östergötland, Linköpings stift (a¹=464 Hz; vältemperering)
- Smålands museum, Växjö, Virestadsorgeln (½ ton, oliksvävig temperatur)
- Strömsholms slottskapell, Säby socken, Västmanland, Västerås stift (liksvävig temperering)
- Svinnegarns kyrka, Uppland, Ärkestiftet (låg korton)
- Teda kyrka, Uppland, Ärkestiftet
- Tryserums kyrka, Småland, Linköpings stift
- Tyska kyrkan, Stockholm, Stockholms stift, Dübenorgeln (a¹=467 Hz, medeltonstemperering)
- Tångeråsa kyrka, Närke, Strängnäs stift
- Ulrika kyrka, Östergötland, Linköpings stift
- Utö kyrka, Södermanland, Stockholms stift
- Vikingstads kyrka, Östergötland, Linköpings stift
- Västerlösa kyrka, Östergötland, Linköpings stift (ursprungligen korton; enligt syneprotolollet "ej fullt i Chorton")
- Västra Hargs kyrka, Östergötland, Linköpings stift
- Ängsö kyrka, Västmanland, Västerås stift (a¹=460 Hz)
- Östra Ljungby kyrka, Skåne, Lunds stift, gamla orgeln (oliksvävig temperatur)
- Östra Ryds kyrka, Östergötland, Linköpings stift
- Östra Skrukeby kyrka, Östergötland, Linköpings stift
- Öveds kyrka, Skåne, Lunds stift
- Överselö kyrka, Södermanland, Strängnäs stift
- Övertorneå kyrka, Norrbotten, Luleå stift (a¹=467 Hz, temperering: Werckmeister III))